# Tusk (album)
Pour les articles homonymes, voir Tusk.
Albums de Fleetwood Mac
Rumours
(1977) Mirage
(1982)
Singles
1. Tusk  # 8 (US) # 6 (UK)
Sortie : septembre 1979
2. Sara # 7 (US) # 37 (UK)
Sortie : décembre 1979
3. Not That Funny
Sortie : février 1980
4. Think About Me # 20 (US)
Sortie : mars 1980
5. Sisters of the Moon # 86 (US)
Sortie : juin 1980

Tusk est le douzième album studio du groupe de rock anglo-américain Fleetwood Mac. Il est sorti sous forme de double album le 12 octobre 1979 sur le label major, Warner Bros Records et fut produit par le groupe, Ken Caillat et Richard Dashut.

## Historique
À la suite du succès phénoménal de Rumours, Fleetwood Mac passa près de deux ans en studio pour composer et enregistrer son successeur, Tusk qui deviendra l'album de rock à la production la plus onéreuse de l'époque.
Avant le début de l'enregistrement, Mick Fleetwood suggéra à sa maison de disque (Warner Bros Records) de donner une avance sur les royalties pour que le groupe puisse construire son propre studio. La compagnie de disques refusa et en sera quitte à payer 1,4 million de dollars au Village Recorder.
Le groupe s'installa aux studio D du Village Recorder en mai 1977 à Los Angeles où furent enregistrés la majorité des titres. Quelques chansons furent aussi enregistrées dans la résidence de Lindsey Buckingham à Los Angeles. L'orchestre de l'Université de Californie du Sud, l'U.S.C. Trojan Marching Band participa à la chanson Tusk, sa prestation fut enregistrée en direct au Dodger Stadium.
Tusk est fortement marqué par l'empreinte de Lindsey Buckingham qui composa neuf chansons sur les vingt que comprend cet album et qui s'impliqua plus que les autres membres du groupe dans sa production. Buckingham écoutait à l'époque beaucoup de groupe issus du mouvement punk (The Clash) ou new wave (Talking Heads, Gary Numan) ce qui donna un son très différent à ses titres. Christine McVie composera six titres et Stevie Nicks, cinq. Stephen Holden du magazine Rolling Stone verra des similitudes entre cet album et l'album blanc des Beatles dans sa chronique de Tusk en décembre 1979 notamment par la disparité des titres et l'assemblage de ceux-ci sur l'album.
Tusk se classa à la 4e place du Billboard 200 aux États-Unis et se vendit à plus de deux millions d'exemplaires, ce qui fut une relative déception par rapport aux ventes de Rumours. Il fut vendu au prix de 15,99 $, un prix très élevé pour l'époque, et diffusé en intégralité sur Westwood One radio network aux États-Unis, ce qui put constituer une aubaine pour tous ceux qui possédaient un lecteur-enregistreur de cassette.
L'album est réédité en version deluxe deux disques en 2004 puis en version cinq disques en 2015,.

## Liste des titres

### Disque 1
Face 1
| No | Titre           | Auteur             | Chant               | Durée |
| -- | --------------- | ------------------ | ------------------- | ----- |
| 1. | Over & Over     | Christine McVie    | Christine           | 4:35  |
| 2. | The Ledge       | Lindsey Buckingham | Lindsey             | 2:02  |
| 3. | Think About Me  | C. McVie           | Christine & Lindsey | 2:44  |
| 4. | Save Me a Place | Buckingham         | Lindsay             | 2:40  |
| 5. | Sara            | Stevie Nicks       | Stevie              | 6:26  |

Face 2
| No  | Titre                               | Auteur     | Chant   | Durée |
| --- | ----------------------------------- | ---------- | ------- | ----- |
| 6.  | What makes You Think You're the One | Buckingham | Lindsey | 3:28  |
| 7.  | Storms                              | Nicks      | Stevie  | 5:28  |
| 8.  | That's All for Everyone             | Buckingham | Lindsey | 3:04  |
| 9.  | Not That Funny                      | Buckingham | Lindsay | 3:19  |
| 10. | Sisters of the Moon                 | Nicks      | Stevie  | 4:36  |

### Disque 2
Face 3
| No  | Titre                | Auteur     | Chant     | Durée |
| --- | -------------------- | ---------- | --------- | ----- |
| 11. | Angel                | Nicks      | Stevie    | 4:53  |
| 12. | That's Enough for Me | Buckingham | Lindsey   | 1:48  |
| 13. | Brown Eyes           | C. McVie   | Christine | 4:27  |
| 14. | Never Make Me Cry    | C. McVie   | Christine | 2:14  |
| 15. | I Know I'm Not Wrong | Buckingham | Lindsay   | 2:59  |

Face 4
| No  | Titre            | Auteur     | Chant     | Durée |
| --- | ---------------- | ---------- | --------- | ----- |
| 16. | Honey Hi         | C. McVie   | Christine | 2:43  |
| 17. | Beautiful Child  | Nicks      | Stevie    | 5:19  |
| 18. | Walk a Thin Line | Buckingham | Lindsay   | 3:44  |
| 19. | Tusk             | Buckingham | Lindsay   | 3:36  |
| 20. | Never Forget     | C. McVie   | Christine | 3:40  |

## Réédition 2004
L'album fut réédité en 2004 en version Deluxe Edition double compact disc. Le premier compact disc comprend les titres de l'album original, le deuxième comprend des démos, des inédits et des versions alternatives.

### Cd 2
1. On More Time (Over and Over) (C. McVie) - 4:42
2. Can't Walk Out of Here (The Ledge) (Buckingham) - 2:04
3. Think About Me (C. McVie) - 2:36
4. Sara (Nicks) - 8:48
5. Lindsay song # 1 (I Know I'm Not Wrong) (Buckingham) - 3:06
6. Storms (Nicks) - 5:22
7. Lindsay Song # 2 (Buckingham) - 3:04
8. Sisters of the Moon (Nicks) - 5:10
9. Out on the Road (That's Enough for Me) (Buckingham) - 1:52
10. Brown Eyes (C. McVie) - 5:01
11. Never Make Me Cry (C. McVie) - 2:23
12. Song # 1 (I Know I'm Not Wrong) (Buckingham) - 2:50
13. Honey Hi (C. McVie) - 3:48
14. Beautiful Child (Nicks) - 5:24
15. Song # 3 (Walk a Thin Line) (Buckingham) - 3:16
16. Come On Baby (Never Forget) (C. McVie) - 3:40
17. Song # 1 (I Know I'm Not Wrong) (version alternative) (Buckingham) - 2:40
18. Kiss and Run (Jorge Calderon) - 2:06
19. Farmer's Daughter (Brian Wilson / Mike Love) - 2:15
20. Think About Me (single version) (C. McVie) - 2:43
21. Sisters of the Moon (single version) - 4:40

## Musiciens
Fleetwood Mac
- Stevie Nicks : chant
- Lindsey Buckingham : guitare, basse, claviers, batterie, percussions, chant
- Christine McVie : claviers, piano, orgue, chant
- John McVie : basse
- Mick Fleetwood : batterie, percussions

## Personnel additionnel
- Peter Green : guitare sur Brown Eyes (non crédité)[9]
- USC Trojan Marching Band : cuivres et percussions sur "Tusk"

## Charts et certifications
| Pays             | Durée du classement | Meilleur classement |
| ---------------- | ------------------- | ------------------- |
| Allemagne        | 48 semaines         | 3e                  |
| Autriche         | 16 semaines         | 4e                  |
| Canada           | 24 semaines         | 11e                 |
| États-Unis       | 37 semaines         | 4e                  |
| France           | 26 semaines         | 3e                  |
| Norvège          | 17 semaines         | 6e                  |
| Nouvelle-Zélande | 35 semaines         | 1er                 |
| Pays-Bas         | 21 semaines         | 3e                  |
| Royaume-Uni      | 27 semaines         | 1er                 |
| Suède            | 8 semaines          | 8e                  |
| Suisse           | 7 semaines          | 10e                 |

| Pays             | Certification | Ventes    | Date       |
| ---------------- | ------------- | --------- | ---------- |
| Allemagne        | Or            | 250 000 + | 1980       |
| États-Unis       | 2 × Platine   | 200 000 + | 22/10/1984 |
| France           | Or            | 100 000 + | 1982       |
| Nouvelle-Zélande | Platine       | 15 000 +  | 23/12/1979 |
| Pays-Bas         | Platine       | 100 000 + | 1980       |
| Royaume-Uni      | Platine       | 300 000 + | 12/02/1980 |

### Charts singles
| Année | Single              | Chart              | Durée du classement | Position |
| ----- | ------------------- | ------------------ | ------------------- | -------- |
| 1979  | Tusk                | Hot 100            | 15 semaines         | 8e       |
| 1979  | Tusk                | Single Top 100     | 23 semaines         | 7e       |
| 1979  | Tusk                | Ö3 Austria Top 40  | 16 semaines         | 6e       |
| 1979  | Tusk                | (V) Ultratop       | 8 semaines          | 26e      |
| 1979  | Tusk                | RPM Top Singles    | 19 semaines         | 5e       |
| 1979  | Tusk                | Top 100            | 12 semaines         | 38e      |
| 1979  | Tusk                | RMNZ Singles Top40 | 22 semaines         | 4e       |
| 1979  | Tusk                | Mega Top 50        | 9 semaines          | 10e      |
| 1979  | Tusk                | UK Singles Chart   | 10 semaines         | 6e       |
| 1979  | Sara                | UK Singles Chart   | 8 semaines          | 37e      |
| 1980  | Sara                | Hot 100            | 14 semaines         | 7e       |
| 1980  | Sara                | Adult Contemporary | 12 semaines         | 13e      |
| 1980  | Sara                | Single Top 100     | 6 semaines          | 44e      |
| 1980  | Sara                | (V) Ultratop       | 6 semaines          | 14e      |
| 1980  | Sara                | RPM Top Singles    | 20 semaines         | 12e      |
| 1980  | Sara                | Top 100            | 16 semaines         | 26e      |
| 1980  | Sara                | RMNZ Singles Top40 | 16 semaines         | 12e      |
| 1980  | Sara                | Mega Top 50        | 8 semaines          | 14e      |
| 1980  | Think About Me      | Hot 100            | 13 semaines         | 20e      |
| 1980  | Think About Me      | Adult Contemporary | 5 semaines          | 39e      |
| 1980  | Think About Me      | RPM Top Singles    | 14 semaines         | 24e      |
| 1980  | Sisters of the Moon | Hot 100            | 3 semaines          | 86e      |
| 1980  | Sisters of the Moon | Top 100            | 8 semaines          | 45e      |